# Lila Moss
Lila Moss, cuyo nombre completo es Lila Grace Moss Hack, nació el 29 de enero de 1998 en Londres, Inglaterra. Es modelo e hija de la modelo Kate Moss y su exnovio Jefferson Hack .

## Primeros años
Es la única hija de la modelo Kate Moss y el director creativo y cofundador de Dazed Media (Dazed Magazine), Jefferson Hack. Sus padres se separaron poco después de su nacimiento. Cuando era niña se le diagnosticó diabetes mellitus tipo 1.

## Carrera
Lila comenzó a modelar a los 14 años, misma edad que tenía su madre cuando inició. Modeló para Marc Jacobs Beauty en el 2018. Tuvo su primera portada de revista en solitario para Dazed ese mismo año y apareció en la campaña Primavera-Verano 2020 de Miu Miu. Hizo su debut en la pasarela durante la semana de la moda de París en 2021 y desde entonces ha modelado para otras marcas de alta gama.
Lila mide 1.68 cm y desde 2023 su talla de vestido es 5 (talla XS).